# Eino Kalpala
Eino Onni Juhani Alpo Kalpala (* 5. August 1926 in Helsinki; † 12. August 2022 in Espoo) war ein finnischer Skirennläufer und Rallyebeifahrer.

## Biografie
Eino Kalpala begann im Alter von 11 Jahren mit dem Skifahren. Bei den Olympischen Winterspielen 1952 in Oslo belegte er im Slalomrennen den 39. und im Riesenslalom den 42. Platz. In der Abfahrt belegte er Platz 56. Es folgte eine Teilnahme an den Weltmeisterschaften 1958. Des Weiteren fungierte er für seinen Bruder Osmo im Motorsport als Beifahrer bei der Rallye Finnland. Das Bruderpaar gewann die Rallye 1954, 1956 und 1958. Des Weiteren starteten sie auch bei der Rallye Monte Carlo im Jahr 1959.
1963 gründete Eino Kalpala Kalpalinna, das erste Skigebiet Finnlands. Auch im Seniorenalter trat er weiterhin auf höchstem Niveau an und wurde in der Altersklasse von 80 bis 84 Jahre im Jahr 2007 Weltmeister im Slalom. Beruflich besaß Kalpala eine Firma, die sich unter anderem auf Autoradios spezialisiert hatte.